# شويقي
شويقي إحدى قرى الجمهورية التونسية، تقع في معتمدية طبربة من ولاية منوبة، على الطريق الجهوية رقم 55، شمال غربي مدينة طبربة. ترقيمها البريدي هو 1133. بالشويقي مدرسة ابتدائية ومركز مراقبة الغابات وعدة دكاكين. تعد الشويقي قرابة 5 الاف ساكن أهم انجاز في هذه القرية هي الجمعية الرياضية بالشويقي التي كانت مختصة في رياضة كرة الطاولة وحققت نتائج جد ممتازة وأصبح الآن بالشويقي مركز للنهوض براضة كرة الطاولة تحت اشراف معلم أول تربية بدنية اختصاص كرة طاولة. تضم الجمعية أكثر من 80 مجاز ذكورا واناثا
... لمحة تاريخية.. في بداية القرن العشرين عرفت قرية الشويقي ازدهارا كبيرا بتمركز عدة مزارعين اطاليين وفرنسيين بالقرية وانجزت عائلة سوقان الفرنسية مصنع الخمور سنة 1930 وتم زرع أكثر من 1000 هكتار كروم عنب التحويل.
من المشاهير الذين قضوا طفولتهم في الشويقي. نذكر فيليب سوقان. رئيس الجمعية العمومية الفرنسية سابقا.
.. تدهور الوضع الاقتصادي في القرية بعد تمركز شركة الاحياء صوداك وبها 800 هكتار ولا تشغل الا 4 عمال.. إضافة إلى غلق معصرة الخمور منذ 15 سنة...
و غلق معصرة الزيتون

### مواضيع ذات علاقة
- ولاية منوبة.